# Jamie Shea
Jamie Shea (ur. 11 września 1953 w Londynie) – brytyjski dyplomata i nauczyciel akademicki, od 1980 pracownik Kwatery Głównej NATO w Brukseli. W trakcie interwencji sił NATO, związanej z wojną o Kosowo w 1999, pełnił rolę rzecznika prasowego Sojuszu. 

## Kariera zawodowa

### Praca dla NATO
Ukończył studia licencjackie w zakresie romanistyki oraz historii nowożytnej w University of Sussex, a następnie uzyskał doktorat z historii w Lincoln College w Oksfordzie. W 1980 został cywilnym pracownikiem Kwatery Głównej NATO, początkowo pracując w komórce zapewniającej zaplecze administracyjne obradom Rady Północnoatlantyckiej. W 1982 został szefem programów NATO skierowanych do młodzieży, a w 1985 objął kierownictwo działu organizującego szkolenia i seminaria. W 1988 został asystentem sekretarza generalnego NATO ds. projektów specjalnych, w praktyce przygotowując dla sekretarza generalnego przemówienia czy wstępne wersje publikacji, które miały być sygnowane jego nazwiskiem. W 1991 został awansowany na głównego autora przemówień sekretarza generalnego i równocześnie autora komunikatów z posiedzeń Rady Północnoatlantyckiej. Równocześnie był też wiceszefem Biura Planowania Politycznego i Stosunków Multilateralnych w Dyrekcji Politycznej NATO. 
W 1993 został głównym rzecznikiem prasowym NATO i zarazem wicedyrektorem działu prasowo-informacyjnego Kwatery Głównej. W 1999 stał się medialną twarzą operacji NATO przeciw ówczesnej Jugosławii, stanowiącej końcową fazę wojny o Kosowo. Przez 78 dni tamtej operacji Shea codziennie prowadził w Kwaterze Głównej konferencje prasowe, transmitowane na żywo przez wiele stacji informacyjnych, a potem pokazywane w wersji skróconej w najważniejszych serwisach informacyjnych. Jak przyznał później, konferencje te nie tylko miały na celu suche informowanie opinii publicznej o prowadzonych działaniach, ale stanowiły wręcz osobny front walki – była to swego rodzaju "wojna informacyjna". Skutkiem ubocznym rozpoznawalności, jaką wówczas zyskał, było zainteresowanie jego osobą m.in. ze strony prasy kobiecej. W 1999, w plebiscycie magazynu "Elle" na najseksowniejszego mężczyznę świata, zajął szóste miejsce. 
W 2000 został awansowany na dyrektora Kwatery Głównej ds. mediów i informacji, ale zarazem przestał osobiście prowadzić konferencje prasowe. W 2003 otrzymał rangę Deputy Assistant Secretary General, co jest czwartym najwyższym cywilnym stopniem urzędniczym w Kwaterze Głównej, po sekretarzu generalnym NATO, jego pierwszym zastępcy i pozostałych zastępcach. Posiada tę rangę do dzisiaj. W latach 2003–2005 zajmował się kwestiami stosunków zewnętrznych w Pionie Dyplomacji Publicznej Kwatery Głównej. Następnie, w latach 2005-2010, był dyrektorem ds. planowania politycznego. Od 2010 kieruje pracami Kwatery Głównej, związanymi z nowymi zagrożeniami dla bezpieczeństwa (emerging security challenges). 

### Praca na uczelniach
Shea jest profesorem w Kolegium Europejskim, przy czym prowadzone przez niego zajęcia odbywają się zwykle w kampusie w Brugii. Ponadto jest dyrektorem ośrodka zamiejscowego w Brukseli, należącego do American University w Waszyngtonie. Jest również dyrektorem zamiejscowej Szkoły Letniej w Brukseli, prowadzonej przez inną amerykańską uczelnię, Michigan State University. Kieruje też programem studiów transatlantyckich na Royal Holloway College, stanowiącym część University of London. Współpracuje również z wieloma innymi brytyjskimi uczelniami, m.in. jako recenzent prac doktorskich.